# Tragulus versicolor
Tragulus versicolor (in publicaties ook wel omschreven als "vietnam mouse-deer", de Engelse naam) is een zoogdier uit de familie van de dwergherten (Tragulidae). De wetenschappelijke naam van de soort werd voor het eerst geldig gepubliceerd door Thomas in 1910.

## Voorkomen
De soort komt voor in Vietnam. Over het voorkomen ontbreken voldoende gegevens. In 1990 werden waarnemingen gedocumenteerd, tot 2019 waren dit de enige aanwijzingen dat het dier nog voorkomt in het wild. In 2019 konden onderzoekers (dus bijna 30 jaar nadat het voor het laatst gezien werd) foto's nemen van dit dwerghert in Vietnam.